# Aleurodiscus coronatus
Aleurodiscus coronatus är en svampart som beskrevs av G. Cunn. 1956. Aleurodiscus coronatus ingår i släktet Aleurodiscus och familjen Stereaceae.   Inga underarter finns listade i Catalogue of Life.